# Porsche Carrera Cup Skandinavien
Der Porsche Carrera Cup Skandinavien bzw. Porsche Carrera Cup Scandinavia ist eine skandinavische Markenpokal-Rennserie von Porsche. In der seit 2004 ausgetragenen Meisterschaft werden einheitliche Rennwagen auf Basis des Porsche 911 eingesetzt.

## Historie
Der Porsche Carrera Cup Scandinavia wurde von Porsche 2004 gegründet. Die Markenrennserie übernahm weitestgehend das Reglement von den bereits existierenden Porsche-Markenpokalen.
In der Meisterschaft wird neben der Fahrerwertung auch der Masters Cup für Fahrer über 40 Jahre ausgezeichnet.
Es werden Preisgelder an die drei besten Fahrer und an das beste Teams vergeben. Die Höhe unterscheidet sich anhand der Wertung und der Platzierung im Rennen bzw. in der Meisterschaftsplatzierung.

### Reglement
Der skandinavische Porsche Carrera Cup wird von Porsche Schweden organisiert und unterliegt dem sportlichen und technischen Reglement der Swedish Automobile Sports Federation (SBF). Alle gemeldeten Fahrer müssen mindestens eine Internationale Lizenz C oder höher besitzen, um in der Serie starten zu dürfen.
Für jedes beendete Rennen erhalten klassifizierte Fahrer Punkte, die in der Meisterschaftswertung gezählt werden. In der Teamwertung werden maximal zwei Fahrzeuge bzw. Fahrerpunkte gezählt.
| zurückgelegte Distanz | vergebene Punkte |
| --------------------- | ---------------- |
| ab 75 %               | 100 %            |
| ab 50 %               | 50 %             |
| weniger als 50 %      | keine            |

Bei vorzeitigem Rennabbruch werden, abhängig von der zurückgelegten Distanz, nur die halbe Punktzahl oder keine Punkte vergeben (siehe Tabelle).
Alle Fahrer setzen technisch übereinstimmende Rennwagen ein, die für die jeweilige Rennsaison freigegeben sind. Die Fahrzeuge werden von Porsche produziert und entsprechen den technischen Reglements der FIA (Anhang J) der SBF. Es sind Einheitsreifen von Michelin für alle Teilnehmer vorgeschrieben.
Die Einhaltung der technischen Vorgaben wird von Technischen Kommissaren vor dem Rennen bei der Abnahme und durch Stichproben nach dem Rennen überwacht.

### Austragungsorte und Rennablauf
Die Rennen werden in der Regel zusammen mit anderen Rennserien durchgeführt. Der Carrera-Cup-Rennkalender setzte sich aus Rennen gemeinsam mit der Swedish Touring Car Championship bzw. ab 2011 mit der Folgerennserie Scandinavian Touring Car Championship zusammen. Die Rennen finden in Schweden und im benachbarten Norwegen statt.
An einem Rennwochenende werden zwei Rennen gefahren. Es findet stets am Freitag das 30-minütige freie Training statt. Am Samstag ist das erste Qualifying über 17 Minuten für alle Fahrer und ein anschließendes 8-minütiges Top-Qualifying für die besten acht Fahrer je Rennen. Jeweils ein Sprintrennen über 30 Minuten wird am Samstag und Sonntag gefahren.

## Punktesystem
In der Gesamtwertung werden an die ersten 15 klassifizierten Fahrer Punkte in folgender Anzahl vergeben. Gaststarter sind nicht punkteberechtigt. Nachfolgend klassifizierte Fahrer rücken entsprechend der Punktevergabe auf:
| Platz  | 1. | 2. | 3. | 4. | 5. | 6. | 7. | 8. | 9. | 10. | 11. | 12. | 13. | 14. | 15. |
| Punkte | 25 | 20 | 17 | 14 | 12 | 10 | 9  | 8  | 7  | 6   | 5   | 4   | 3   | 2   | 1   |

Zusätzlich erhalten die Fahrer in der Gesamtwertung einen Punkt für die Pole-Position und der schnellsten Runde in der jeweiligen Wertung.

## Fahrzeuge

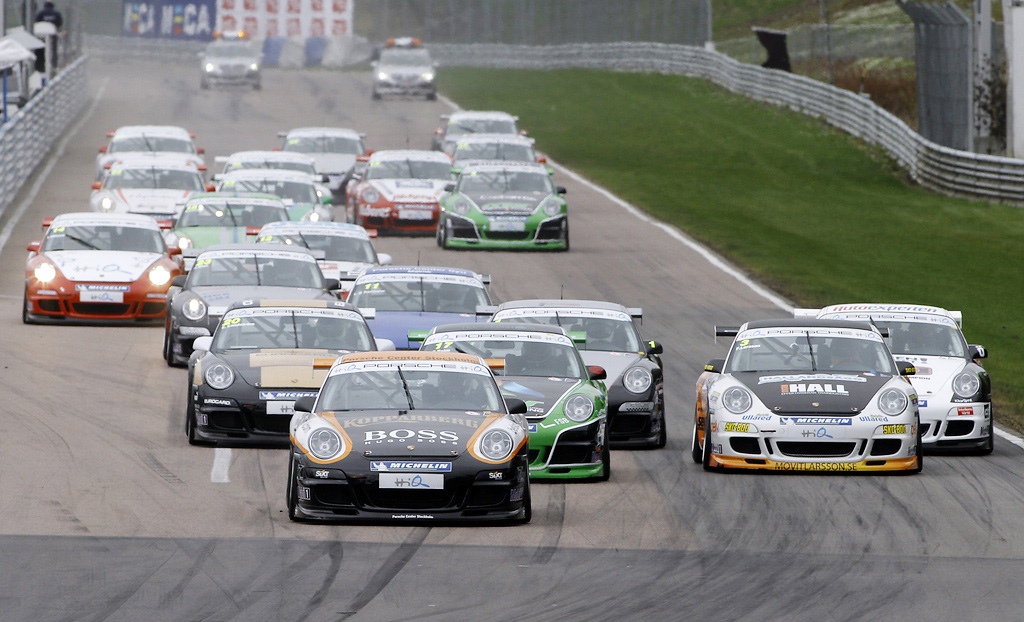
Startphase des Carrera-Cup-Rennens in Knutstorp 2010.

Im Porsche Carrera Cup werden seit der Gründung ausschließlich Rennwagen eingesetzt, die auf Basis des Porsche 911 entstehen. Die Rennwagen werden vom jeweils aktuellen Serienmodell abgeleitet entwickelt.
Dazu gehören der Aufbau der Karosserie mit leichten Materialien und Komponenten zur Gewichtsreduktion (wie Dünnglas, Aluminium- und CFK-Teile) und Erhöhung des Fahranpressdrucks (wie Front- und Heckflügel, Unterbodenverkleidung), Einbau eines Sicherheitskäfigs, Motorsportsitzes und 6-Punkt-Gurtes zum Schutz des Fahrers, Einbau eines Sicherheitstanks und einer Feuerlöschanlage, Einbau eines Motorsportfahrwerks, mit dem die Fahrzeughöhe, Feder- und Fahreigenschaften individuell eingestellt werden können, sowie eines gegenüber dem Serienmodell leistungsgesteigerten bzw. standfesteren Motors.
Seit 1998 werden alle für diese Rennserie gebauten Wagen als 911 GT3 Cup vermarktet.

## Ergebnisse
In den bisher ausgetragenen Markenpokal-Meisterschaften gewannen folgende Fahrer die Fahrerwertung:
| Jahr | Fahrer               | Team                      |
| ---- | -------------------- | ------------------------- |
| 2004 | Robin Rudholm        | Podium Racing             |
| 2005 | Fredrik Ros          | Podium Racing             |
| 2006 | Fredrik Ros          | Flash Engineering         |
| 2007 | Edward Sandström     | Kristoffersson Motorsport |
| 2008 | Jocke Mangs          | Xlander Racing            |
| 2009 | Jocke Mangs          | Xlander Racing            |
| 2010 | Robin Rudholm        | IPS Motorsport            |
| 2011 | Robin Rudholm        | Xlander Racing            |
| 2012 | Johan Kristoffersson | Kristoffersson Motorsport |
| 2013 | Johan Kristoffersson | Kristoffersson Motorsport |

| Jahr | Fahrer               | Team                      |
| ---- | -------------------- | ------------------------- |
| 2014 | Oscar Palm           | Xlander Racing            |
| 2015 | Johan Kristoffersson | Kristoffersson Motorsport |
| 2016 | Fredrik Larsson      | Team Bennys               |
| 2017 | Jocke Mangs          | Bennys                    |
| 2018 | Lukas Sundahl        | Sundahl Racing            |
| 2019 | Lukas Sundahl        | Sundahl Racing            |
| 2020 | Lukas Sundahl        | Sundahl Racing            |
| 2021 | Lukas Sundahl        | Sundahl-Pampas Racing     |
| 2022 | Lukas Sundahl        | Micke Kågered Racing      |
| 2023 | Ola Nilsson          | Mtech Competition         |
| 2024 | Lukas Sundahl        | Micke Kågered Racing      |